# Kurt Axelsson
Kurt Axelsson (Rännberg, 10 novembre 1941 – 15 dicembre 1984) è stato un calciatore svedese, di ruolo difensore.

## Palmarès

### Club

#### Competizioni nazionali
- Campionato belga: 1

Bruges: 1972-1973
- Coppa del Belgio: 2

Bruges: 1967-1968, 1969-1970